# 하양읍
하양읍(河陽邑, Hayang-eup)은 경상북도 경산시의 행정 구역이며, 읍 소재지이다. 금락리와 부호리 주변에 대학교들이 많다.

## 연혁
- 고려 시대 초에는 하주(河州)라 하였다.
- 1018년(현종 9년)에 하양으로 개칭하고, 현(縣)이 되었으며 뒤에 경주에 속한다.
- 1600년(조선 선조 34년)에 대구부에 이속.
- 조선 숙종 때에 다시 현으로 되어 한사동(翰沙洞) 관아를 세움.
- 1742년에 금락리(琴樂里)로 옮기고 화성현(花珹縣)이라 부르게 된다.
- 1895년(조선 고종 32년)에 하양군이 되었다.
- 1914년에 읍내면, 북면, 마양면을 통합하여 경산군에 편입되어 하양면이 되었다.

1914년의 행정구역과 현재의 행정구역 비교
| 조선총독부령 제111호                                                                                                 |                                                       |
| 구 행정구역 | 신 행정구역                                           |
| 하양군 읍내면 금상동/금하동, 하곡동, 서상동/서하동/도리동, 동상동/동중동/동남동/서중동/석촌동, 서사동/사면동, 양지동 | 하양면 금락동, 대곡동, 도리동, 동서동, 서사동, 양지동 |
| 하양군 마양면 남동동/남서동, 대조동, 부상동/호상동, 은주동/임호동, 숙상동/숙하동, 신상동/환소동                      | 하양면 남하동, 대조동, 부호동, 은호동, 청천동, 환상동 |
| 하양군 북면 교동동/교서동, 대동동/무학동, 사기동, 한사동                                                             | 하양면 교동, 대학동, 사기동, 한사동                   |
- 1973년에 읍으로 승격하여, 하양읍이 되었다.
- 1995년 1월 1일 경상북도 경산시 하양읍

## 행정 구역
| 법정리 | 한자명 | 행정리                                                                 | 비고                   |
| ------ | ------ | ---------------------------------------------------------------------- | ---------------------- |
| 금락리 | 琴樂里 | 금락1리, 금락2리, 금락3리, 금락4리, 금락5리, 금락6리, 금락7리, 금락8리 | 읍 행정복지센터 소재지 |
| 동서리 | 東西里 | 동서1리, 동서2리, 동서3리, 동서4리, 동서5리                            |                        |
| 도리리 | 島里里 | 도리리                                                                 |                        |
| 서사리 | 西沙里 | 서사리                                                                 |                        |
| 양지리 | 陽地里 | 양지리                                                                 |                        |
| 사기리 | 沙器里 | 사기리                                                                 |                        |
| 대곡리 | 大谷里 | 대곡1리, 대곡2리                                                       |                        |
| 교리   | 校里   | 교리                                                                   |                        |
| 한사리 | 翰斯里 | 한사리                                                                 |                        |
| 대학리 | 大鶴里 | 대학리                                                                 |                        |
| 부호리 | 釜湖里 | 부호1리, 부호2리                                                       |                        |
| 은호리 | 隱湖里 | 호1리, 은호2리                                                         |                        |
| 남하리 | 南河里 | 남하1리, 남하2리                                                       |                        |
| 청천리 | 淸泉里 | 청천리                                                                 |                        |
| 환상리 | 環上里 | 환상1리, 환상2리, 환상3리                                              |                        |
| 대조리 | 大鳥里 | 대조1리, 대조2리                                                       |                        |

## 주요 시설

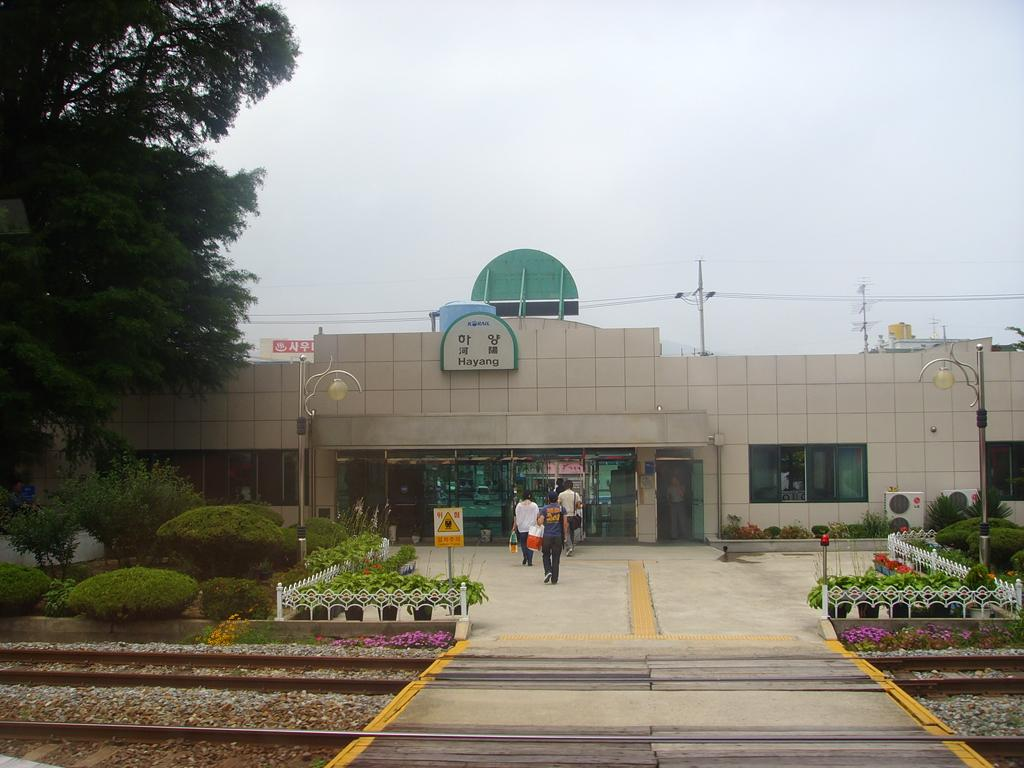
하양역 전경

- 경산시립도서관
- 경산시문화회관
- KT 하양지점
- 하양새마을금고
- NH농협 하양지점
- iM뱅크 하양지점
- 하양농업협동조합
- 하양신용협동조합
- KB국민은행 하양지점
- 화성새마을금고
- 하양성당
- 하양역
- 부호역

## 주거
| 단지명                      | 건설사            | 시행사                                             | 주소                          | 입주        | 비고 |
| --------------------------- | ----------------- | -------------------------------------------------- | ----------------------------- | ----------- | ---- |
| 경산하양 호반써밋 더 퍼스트 | 호반건설          | 호반건설                                           | 하양읍 서사도리로 80 (서사리) | 2021년 5월  |      |
| 경산하양 우미린 더 센트럴   | 우미건설          | 우미건설 ㈜명가산업개발                            | 하양읍 서사도리로 70 (서사리) | 2021년 6월  |      |
| 경산하양 우미린 에코포레    | 우미건설          | ㈜우미대한제23호민간임대주택위탁관리부동산투자회사 | 하양읍 서사도리로 71 (서사리) | 2022년 11월 |      |
| 경산하양 금호어울림         | 금호산업 이수건설 | 한국토지주택공사 금호산업 이수건설                 |                               | 2023년 2월  |      |
| 하양 풍경채 어바니티        | 제일건설          | ㈜경산하양7피에프브이                              |                               | 2024년 4월  |      |
| 하양 1차 코아루             |                   | 한국토지신탁                                       |                               |             |      |
| 하양 2차 코아루             |                   | 한국토지신탁                                       |                               |             |      |
| 하양 3차 코아루             |                   | 한국토지신탁                                       |                               |             |      |

## 교육
- 하양초등학교
- 금락초등학교
- 청천초등학교
- 하주초등학교
- 대구가톨릭대학교 부속 무학중학교
- 하양여자중학교
- 하양여자고등학교
- 대구가톨릭대학교 부속 무학고등학교
- 경일대학교
- 대구가톨릭대학교
- 호산대학교

## 공업
- 해태아이스
- GS칼텍스 대구물류센터

## 교통
- 하양역
- 부호역

## 출신인물
- 최병국-11~13대 경상북도 경산시장(3선, 무소속)